# Arrope y calabazate
El arrope y calabazate es un dulce de la gastronomía murciana que consiste en un plato frío de higos hervidos al cual se añade el calabazote o calabazate, que es una mezcla de membrillos, melón y boniatos tratados con cal y partidos en trozos. Su dulzor, característica definitoria, procede de los higos, pues no lleva azúcar añadido. Suele consumirse preferentemente en la fiesta de Todos los Santos.